# Johanna Isabella Eleonore von Wallenrodt

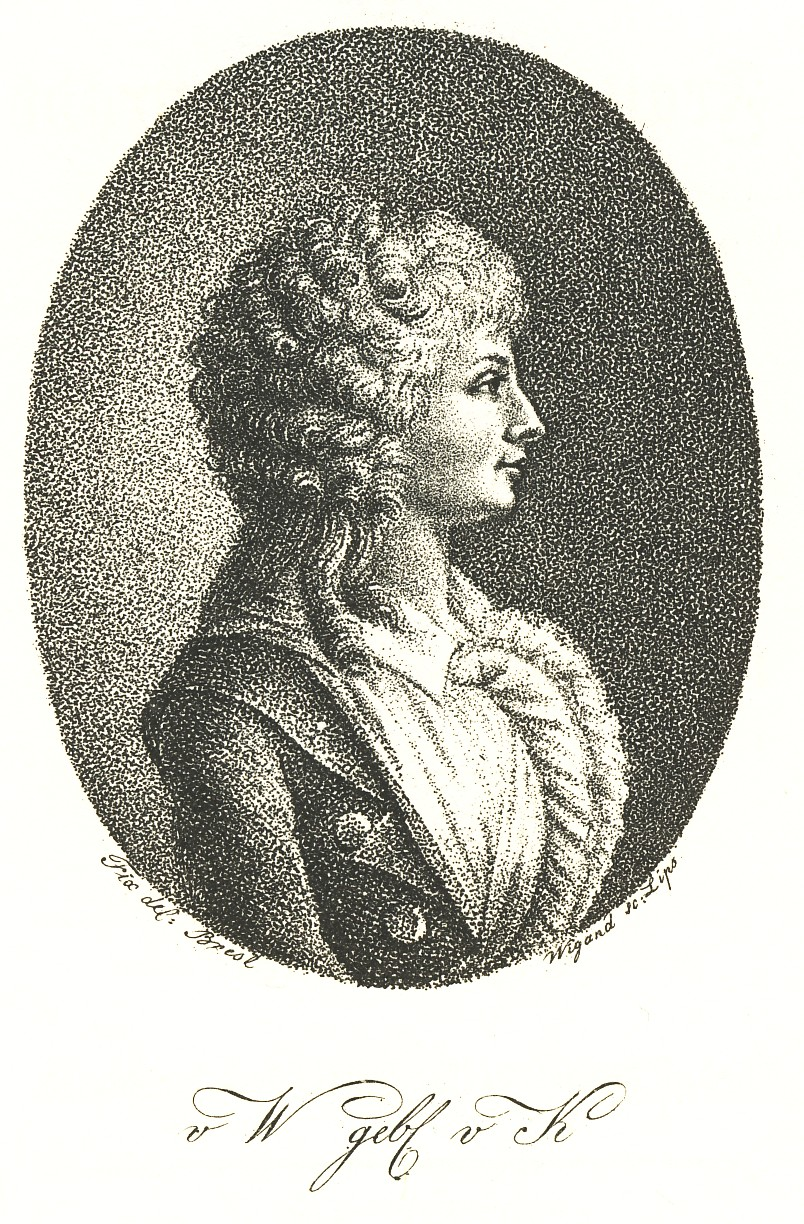
Johanna Isabella Eleonore von Wallenrodt, Jugendbildnis

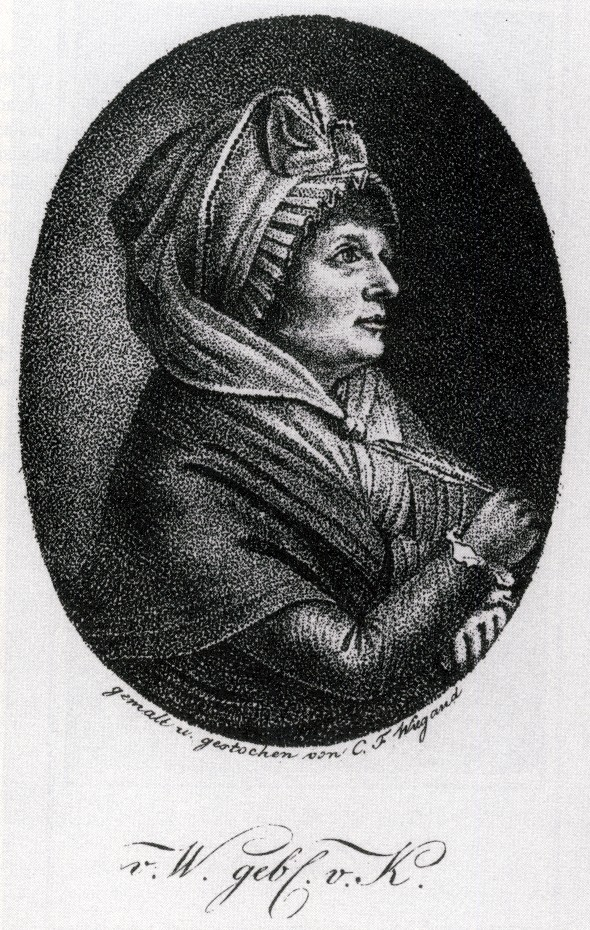
Johanna Isabella Eleonore von Wallenrodt als Witwe, um 1791

Johanna Isabella Eleonore von Wallenrodt, geb. Freiin von Koppy (* 28. Februar 1740 in Uhlstädt; † 11. Oktober 1819 in Lampersdorf) war eine deutsche Schriftstellerin.

## Leben
Isabella von Wallenrodt wuchs als eines von neun Kindern in Thüringen auf. Bereits in jungen Jahren verlor sie ihren Vater, Freiherr von Koppy, der der Familie nur ein stark verschuldetes Gut hinterließ, was die Mutter durch ihr Vermögen jedoch freikaufen konnte. Schon mit jungen Jahren lernte Isabella von Wallenrodt lesen, ein Hofmeister und eine Gouvernante übernahmen ihre Erziehung. Ihre Erziehung umfasste außerdem Schreiben, Rechnen, Französisch, Religion, Musik, Zeichnen und Geografie, eine für ein Mädchen ihrer Zeit ungewöhnlich breite Ausbildung. Die Mutter machte sie mit dem Pietismus bekannt, im Hause des Onkels sah sie Theaterstücke. Bücher wurden für sie angeschafft, besonders Gellerts Werke lernte sie in der Folgezeit schätzen. Erste schriftstellerische Versuche fallen in die frühe Jugendzeit.
Während des Siebenjährigen Krieges 1756–1763 und den damit verbundenen Einquartierungen im Haus der Mutter stürzte sich die kaum 18-jährige Isabella von Wallenrodt in zahlreiche Affären. Im Jahr 1760 lernte sie den königlich preußischen Rittmeister Gottfried Ernst von Wallenrodt, Sohn des Johann Christoph Julius Ernst von Wallenrodt (1670–1727), preußischer Gesandter in London und der Eleonora-Luise von Wallenrodt (geb. von der Groeben, 1700–1740) kennen, den sie 1762 gegen den Willen der Mutter heiratete. Das Paar siedelte im Winter 1763 in ein Dorf in der Nähe von Breslau über, wo es sich einige Jahre später endgültig niederließ. Das kostspielige Leben des Ehemannes und zahlreiche Schwangerschaften ließen das Paar bald in finanzielle Schwierigkeiten kommen. Als der Ehemann nach längerer Krankheit 1776 als Major starb, hinterließ er Isabella von Wallenrodt, die inzwischen fünffache Mutter war, nur ein geringes Vermögen.
Die folgenden Jahre waren von Armut geprägt. Die Regimentspension, die ihr nach dem Tod des Mannes zustand, wurde durch Friedrich den Großen nicht gezahlt und auch die Mutter hatte ihr Vermögen in der Zwischenzeit verloren. Isabella von Wallenrodt häufte in der Folgezeit immer höhere Schulden an, eine kleine Pension, die ihr von Friedrich Wilhelm II. gewährt wurde, half ihr langfristig nicht, was schließlich zu ihrer Flucht vor den Gläubigern von Breslau nach Berlin führte. Ihre finanzielle Lage besserte sich in der Folgezeit nicht, sodass Isabella von Wallenrodt geradezu kriminelle Methoden anwandte, um zu Geld zu kommen. Sie gab zum Beispiel vor, aus Flachs-Seide spinnen zu können und sandte dem König als Beweis ihrer Kunst ein Seidenband, welches allerdings gekauft war. Den Vorschuss von 4000 Thalern, den ihr der König daraufhin gewährte, nutzte Wallenrodt, um ihre Gläubiger in Breslau zu bezahlen, der Schwindel jedoch kam bald ans Licht und zwang sie, ihre Versuche einzustellen. Die finanzielle Not brachte sie schließlich dazu, ihr Geld als Schriftstellerin zu verdienen.
Im Jahr 1802 trat von Wallenrodt in Breslau, St. Nikolai, zur katholischen Kirche über. Sie hinterließ ein Manuskript, in dem sie ihre Beweggründe darlegte und versicherte, dass sie „auf keine Weise durch irgend einen katholischen Geistlichen zum Übertritt bewogen oder auch nur etwa gelegentlich beeinflusst“ worden sei; nur durch „eigenes Nachdenken“ habe sie sich dafür entschieden.
Ihre letzten Lebensjahre verbrachte Isabella von Wallenrodt in der Pflege ihrer Tochter Antoinette von Korckwitz, in Lampersdorf (heute Grodziszcze) bei Bernstadt in Schlesien, wo sie 1819 starb.

### Familie
Aus der Ehe von Friedrich Gottfried Ernst von Wallenrodt (* 18. Mai 1725; † 4. Februar 1776) und Eleonore Isabella von Koppy, entstammen folgende Kinder:
- Friedrich Julius Ernst (* 28. November 1762; † 24. Januar 1809) ⚭ Karoline von Graeve (* 20. Juni 1766; † 26. September 1849)
- Karl Wilhelm Leopold
- Augusta (20. Februar 1764; † 18. Februar 1837) Autorin[2]

⚭ 1791 N:N. Fölsch (Scheidung)
⚭ 1803 N.N. von Goltstein
- Antoinette Albertine Johanna († 26. April 1839) ⚭ Friedrich Wilhelm Erdmann von Korckwitz († 24. Juli 1815)
- Charlotte Friederike Franziska (* 22. Oktober 1776; † 6. Mai 1847) ⚭ Karl Moritz Gottlob von Kessel († 11. August 1822)

Ehegatte ihrer Enkelin Selma von Korckwitz war der preußische Generalmajor Bernhard Karl Heinrich von Prittwitz (1796–1881).

## Werke
- Die drey Spinnrocken oder Bertha von Salza und Herrmann von Thüringen. Aus dem 12ten Jahrhundert. Voß und Leo, Leipzig 1793. (Digitalisat)
- "Wie sich das fügt!" oder die Begebenheiten zweier guten Familien, in dem Zeitraum von 1780–1784, in Dialogen, Briefen und verbindenden Erzählungen. Schwickert, Leipzig 1793. (Digitalisat Band 1), (Digitalisat Band 2) Neuausgabe: Olms, Hildesheim 2006, ISBN 3-487-13006-8.
- Emma von Ruppin, eine Geschichte voll Leiden, Freuden und Wunder, aus dem 14ten Jahrhunderte. Jacobäer, Leipzig 1794. 2 Bände. (Digitalisat Band 2)
- Theophrastus Gradmann, einer von den seltnen Erdensöhnen. Ein Roman für Denker und Edle. Böhme, Leipzig 1794.
- Fantasien meiner schlaflosen Nächte, geschrieben für fühlende Herzen und Leidende. Groß, Halberstadt 1794. (Digitalisat)
- Heinrich Robers Begebenheiten. Aus den Jahren 1740 bis 80. Müller, Leipzig/Riga 1794. (Digitalisat)
- Beschäftigungen meiner Feierstunden, für Leser jeder Gattung. Gehr, Breslau 1795. (Digitalisat Theil 2)
- Egonen und Schnaken, beobachtet auf einer Reise. Supprian, Leipzig 1796. (Digitalisat)
- Geistererscheinungen und Weissagungen besonders für unsere Zeiten merkwürdig. Supprian, Leipzig 1796. (Digitalisat)
- Adolph und Sidonie von Wappenkron. Hendel, Halle 1796. (Digitalisat Band 1), (Band 2, 1897)
- Prinz Hassan, der Hochherzige, bestraft durch Rache und belohnt durch Liebe. Eine morgenländische Urkunde. Kleefeld, Leipzig 1796. (Digitalisat)
- Goldfritzel, oder des Muttersöhnchens Fritz Nickel Schnitzers Leben, Thaten und Meinungen, von ihm selbst erzählt. In zwei Theilen. Rothe, Gera 1797. (Digitalisat Theil 1), (Digitalisat Theil 2)
- Das Leben der Frau von Wallenrodt in Briefen an einen Freund. Ein Beitrag zur Seelenkunde und Weltkenntniß. (1797)[3]
- Begebenheiten des Ritters Wolfram von Veldigk. Ein Beitrag zur Geschichte der Mönchsintriguen vormaliger Zeiten Hartmann, Berlin 1798. (Digitalisat)
- Empfindungen des Geistes in Gedichten der Fr. v. W.[4] (1798)
- Der kleine Ritter. Geistergeschichte aus den grauesten Zeiten des Alterthums. Vollmer, Mainz 1799. (Digitalisat Band 1), (Digitalisat Band 2)
- Diogenes des Zweyten Beleuchtungen der Menschheit mit der Laterne bey Tage, oder wunderbare Reise in die Gemächer der Thorheit (1800)[5]
- Fritz, der Mann wie er nicht sey sollte oder die Folgen einer übeln Erziehung. Ein unterhaltender Roman von ihm selbst erzählt. Haller, Gera 1800. (Digitalisat Theil 1), (Theil 2); (Erster Theil Digitalisat und Volltext im Deutschen Textarchiv), (Zweiter Theil Digitalisat und Volltext im Deutschen Textarchiv)
- Karl Moor und seine Genossen nach der Abschiedszene beim alten Thurm. Ein Gemälde erhabner Menschennatur als Seitenstück zum Rinaldo Rinaldini. Vollmer, Mainz/Hamburg 1801. (Digitalisat)
- Erzählungen und Anmerkungen auf Reisen gesammelt. Leipzig 1807. (Digitalisat Band 2)